# Síndrome de Aicardi
El síndrome de Aicardi es un trastorno genético caracterizado por la ausencia parcial o completa del cuerpo calloso, una importante estructura del cerebro. Además también produce anomalías en la retina, daño óptico, convulsiones y limitaciones en el desarrollo mental. Se piensa que este síndrome está causado por una mutación en el cromosoma X. Los síntomas suelen aparecer en los primeros meses de vida del bebé. Esta enfermedad es más frecuente en mujeres que en varones y solo se da en varones 47 XXY (síndrome de Klinefelter). Se estima que la prevalencia de esta enfermedad es de varios miles en todo el mundo, con aproximadamente 900 casos en Estados Unidos.

## Etiología
El síndrome de Aicardi parece ser una enfermedad debida a una mutación dominante en un gen ligado al cromosoma X. Esta mutación hace que sea letal en los hombres XY. Se piensa que todos los casos de esta enfermedad se deben a mutaciones de novo. No se conoce ninguna persona que haya trasmitido este gen ligado al cromosoma X a su descendencia.

## Cuadro clínico
Los principales síntomas son : anomalías en la retina, ausencia de cuerpo calloso, convulsiones y limitaciones en el desarrollo mental. Sin embargo se han descrito otros síntomas en niñas afectadas: microcefalia, hipotonía axial e hipertonía apendicular con espasticidad. También se puede dar retraso en el desarrollo global y discapacidad intelectual. Muchas de las niñas afectadas desarrollan convulsiones antes de los tres meses de edad, y la mayoría antes de cumplir el primer año. También son comunes los defectos en las articulaciones costovertebrales , que pueden conducir a escoliosis en hasta un tercio de los individuos afectados. Otras características incluyen alteraciones en las características faciales, dificultades gastrointestinales, manos pequeñas, malformaciones vasculares, lesiones pigmentarias de la piel, aumento de la incidencia de tumores, una menor tasa de crecimiento después de las edades de siete a nueve años, y la pubertad precoz o retrasada. La supervivencia es muy variable, siendo la edad media de la muerte alrededor de 8,3 años y la edad promedio de la muerte alrededor de 18,5 años. Además, dado que esta enfermedad solo se ha dado en mujeres y en hombres 47, XXY podemos suponer que es letal en hombres 46 XY. Se han dado algunos casos de mujeres adultas con síntomas más leves de esta enfermedad.

## Diagnóstico
Una ecografía prenatal o resonancia magnética fetal puede detectar algunas características del síndrome de Aicardi. No existen pruebas moleculares para detectar esta enfermedad ya que no se conoce el gen ni la mutación que la causan.

## Tratamiento
No existe un tratamiento estándar, por lo que el tratamiento debe ser individualizado y adaptado a las necesidades del paciente. El tratamiento consiste en el manejo de las convulsiones y de cualquier otro problema de salud, al igual que programas que ayuden a la familia y al niño a hacer frente a los retrasos en el desarrollo. Los individuos con síndrome de Aicardi suelen requerir múltiples fármacos antiepilépticos (FAE) para controlar las convulsiones. Algunos pacientes mejoran con el uso de vigabatrina y estimuladores del nervio vago. La terapia física, terapia ocupacional, terapia del habla y terapia de la vista deben empezar al momento del diagnóstico. También son necesarios el apoyo muscular y esquelético y tratamientos adecuados para la prevención de complicaciones relacionadas con la escoliosis. 
Por otro lado, es necesaria una continua vigilancia y evaluación para detectar de forma rápida problemas vasculares, complicaciones gastrointestinales y problemas en la columna vertebral, en el caso de que se produjesen.